# 각연사
각연사(覺淵寺)는 충청북도 괴산군 칠성면 태성리에 위치한 대한불교조계종 사찰이다. 신라 법흥왕 때 유일대사(有一大師)가 세웠다는 설이 있다.

## 창건기
법흥왕 때에 어느 대사가 쌍곡리에 사찰을 지으려고 목수를 시켜 나무를 다듬고 있는데, 까마귀 떼가 날아와서 나무 조각을 물고 자주 날아가므로, 이상하게 생각한 대사가 그 까마귀 떼를 따라가 보니 깊은 산골에 있는 연못 속에 나무 조각을 떨어뜨려 연못을 살펴보니, 그 속에 석불이 앉아 있어 그곳에 절을 세우고 "연못 속에서 부처로서 깨달을 수 있다.(覺有佛於淵中)" 하였기 때문에 절이름을 각연사라 하였다.

## 소장 문화재
- 《괴산 각연사 석조비로자나불좌상》 - 보물 제433호
- 《괴산 각연사 통일대사탑비》- 보물 제1295호
- 《괴산 각연사 통일대사탑》- 보물 제1370호
- 《괴산 각연사 비로전》- 충청북도 시도유형문화재 제125호
- 《괴산 각연사 대웅전》- 충청북도 시도유형문화재 제126호
- 《괴산 각연사 석조귀부》- 충청북도 시도유형문화재 제212호

## 각주

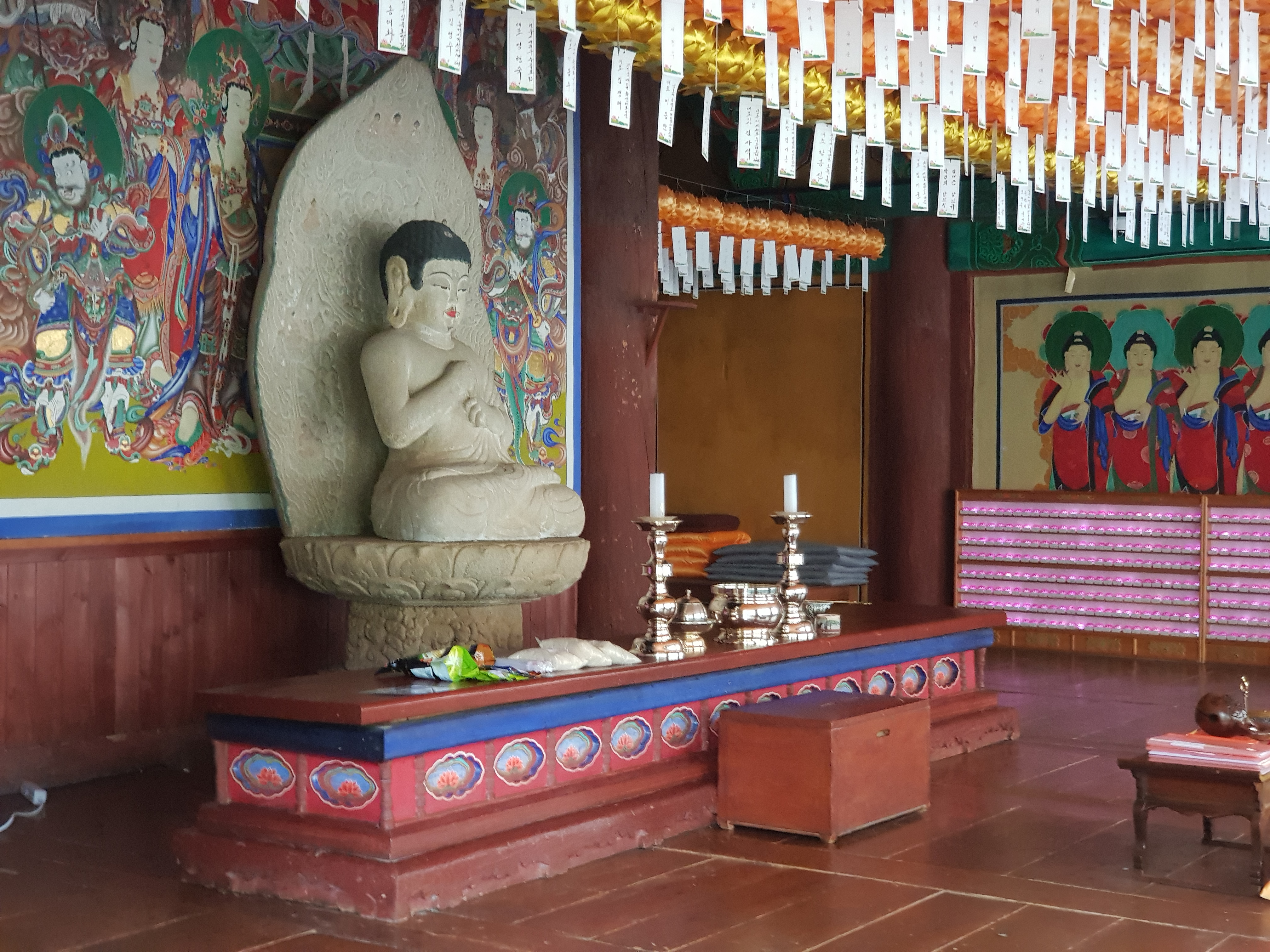
각연사_석조비로자나불좌상